# ピラミッド・ソング
「ピラミッド・ソング」 (英語: Pyramid Song) は、イギリスのロックバンド、レディオヘッドの楽曲。

## 概要
彼らの5thアルバム『アムニージアック』に収録されており、その先行シングルカット曲。ピアノの弾き語りを土台に、ストリングスやオンド・マルトノ、ドラム、ウッドベースといった楽器を交えて演奏される美しいバラード。「真に傑出した一握りのポップソング」（マーク・ペイトレス/UK音楽ライター）などと対外的評価も高い、バンドの代表曲の一つである。
イギリスのシングルチャートでは最高位5位を記録。
初めは「Nothing To Fear」というタイトルで1999年6月にアムステルダムでのチベタン・フリーダム・コンサートで披露され、その後ロンドンのメルトダウン・フェスティバルで「Egyptian Song」というタイトルで完成型が演奏された。トムによればタイトルの「ピラミッド」とは、円循環要素を持った楽曲構成や歌詞とピラミッドとの親和性から来るものだという。この曲に関してメンバーはチャールズ・ミンガスの"Freedom" からの影響を明らかにしている。シングルのPVのストーリーは、ダイバーが海に沈んだ自分の街並みを探しに行き、最終的に命綱を消し去るというもの。

## サウンドプロダクション・歌詞
全体が非可逆リズムで進むことが最大の特徴。多くのポピュラーミュージックで扱われる普通のリズムと同じように2もしくは3拍子の一定の反復から構成されることには変わりないが、反復の1セクションが長くさらに小節によって違うピアノの音階をリズムパターンに当てているため、非常に拍子が取りにくい構造になっている。後半にドラムがポリリズム的に入ってくるため、そこからさらにリズムは複雑化する。ストリングスやハミングなどは神秘的・浮遊的な雰囲気に効果をあげており、音階のアップダウンを続けるピアノのパターンも合わさって、メロディーに合わせて昇降を繰り返すような曲調。
ライブではグリーンウッド兄弟はギターやベースをボウイングすることもあり、エドはサンプリングでストリングスのような音像を再現しつつ、コーラスに加わる。ちなみにアルバム版では次曲"Pulk/Pull Revolving Doors"が瞬時に入ってくるようなマスタリングが施されているため、曲の終わりが約2.5秒ほどカットされている。
終末論的な歌詞については、トムはヘルマン・ヘッセの諸作からの影響を認めている。

## チャート
| チャート（2001年）               | 最高順位 |
| -------------------------------- | -------- |
| イギリス（全英シングルチャート） | 5        |